# Iltizam
Un iltizam (en turc ottoman : التزام) était un système d'affermage des impôts dans l'Empire ottoman apparue au XVe siècle sous le règne de Mehmed II et a été aboli lors des réformes de Tanzimat en 1856.
L'iltizam était détenu par une classe aisée qui s'engageait à collecter les impôts auprès des paysans. Cela se faisait souvent par enchères publiques, où des sources de revenus gouvernementaux étaient offertes aux entrepreneurs en échange d'une somme d'argent fixe. L'entrepreneur payait l'impôt à l'avance au trésor du sultan ottoman, puis le collectait plusieurs fois auprès de la population, en taxant les paysans et en prélevant la production agricole, en s'appuyant sur les forces gouvernementales. 
En vertu de cette procédure, le mültezim recevait un document des autorités ottomanes l'autorisant à collecter les impôts. L'iltizam était généralement un accord annuel. Le détenteur d'un iltizam était appelé un mültezim.
Ce système, très rentable, profita grandement à une certaine aristocratie ottomane. 